# Крозбитон (Тексас)
Крозбитон (енгл. Crosbyton) град је у америчкој савезној држави Тексас. По попису становништва из 2010. у њему је живело 1.741 становника.

## Демографија
Према попису становништва из 2010. у граду је живело 1.741 становника, што је 133 (7,1%) становника мање него 2000. године.
| Група             | 2000.       | 2010.       |
| Белци             | 866 (46,2%) | 653 (37,5%) |
| Афроамериканци    | 107 (5,7%)  | 99 (5,7%)   |
| Азијати           | 1 (0,1%)    | 0 (0,0%)    |
| Хиспаноамериканци | 893 (47,7%) | 981 (56,3%) |
| Укупно            | 1.874       | 1.741       |